# چارلز کاب (اقتصاددان)
چارلز ویگینز کاب (۱۸۷۵–۱۹۴۹) یک ریاضی‌دان و اقتصاددان آمریکایی بوده که در سال ۱۹۱۲ در مقطع دکتری از دانشگاه میشیگان فارغ‌التحصیل گردید. او در هر دو حوزه کارهای زیادی منتشر کرده‌است اما شهرت او بیشتر به تابع تولید کاب-داگلاس در اقتصاد برمی‌گردد. او در این پروژه با اقتصاددانی به نام پل داگلاس همکاری کرد. در سال ۱۹۲۸، چارلز کاب و پل داگلاس مطالعه‌ای را منتشر کردند که در آن رشد اقتصاد آمریکا طی بازه ۱۸۹۹ تا ۱۹۲۲ را مدل کرده بودند. آن‌ها تصویری ساده از اقتصاد آمریکا را در نظر گرفتند، بدین‌صورت که تولید توسط مقادیر نیروی کار و سرمایه مورد استفاده واقع شده، تعیین گردید. در حالی که عوامل متعدد دیگری هم بر عملکرد اقتصاد اثرگذار هستند، مدل آن‌ها با دقت بالایی ثابت گردید.